# Story of My Life (Pere Ubu)
Story of My Life è il nono album in studio di Pere Ubu. Eric Drew Feldman lasciò la band prima di registrare, riducendo Ubu a un quartetto. Prima di andare in tournée in questo album, anche Tony Maimone ha lasciato il gruppo. Secondo una conversazione tra David Thomas e Frank Black inclusa nel singolo "Kathleen" del lato b, il titolo provvisorio dell'album era Johnny Rivers Live At The Whiskey A Go Go.
Sebbene fuori stampa da molti anni, all'inizio del 2007 è stata annunciata una ristampa.
"Come Home" è presente in una scena di lotta al bar nel film Kalifornia (1993), con Brad Pitt nel ruolo di un serial killer psicopatico.

## Tracce
1. Wasted – 2:37
2. Come Home – 4:49
3. Louisiana Train Wreck – 3:20
4. Fedora Satellite II – 3:26
5. Heartbreak Garage – 3:52
6. Postcard – 2:49
7. Kathleen – 4:24
8. Honey Moon – 2:54
9. Sleep Walk – 4:23
10. The Story of My Life – 4:06
11. Last Will & Testament – 3:48